# Gaetano Salvemini

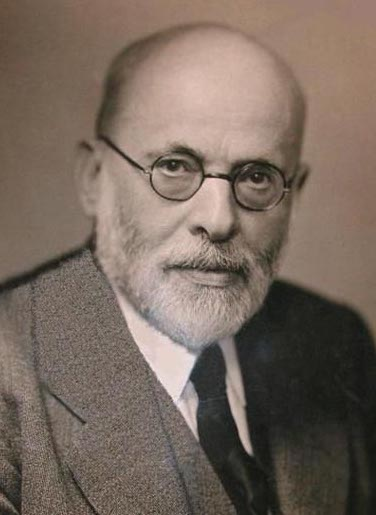
Gaetano Salvemini

Gaetano Salvemini (ur. 1873, zm. 1957) – włoski polityk, pisarz i historyk. Jeden z najważniejszych politycznych oponentów Benita Mussoliniego. 

## Życiorys
Ukończył studia na Uniwersytecie Florenckim, na którym po studiach wykładał historię. Po zamachu na włoskiego premiera Giacomo Mateottiego w 1924 zaangażował się w opozycję antyfaszystowską, za co został rok później aresztowany, ale go zwolniono z powodu braku wystarczających dowodów na stawiane zarzuty. Jednak na skutek prześladowań przez bojówki faszystowskie w tym samym roku wyjechał do Francji. Wkrótce pozbawiono go włoskiego obywatelstwa. W tym czasie opublikował swoje najważniejsze opracowania dotyczące natury faszyzmu, przede wszystkim The Fascist Dictatorship (1928). Następnie wyjechał do USA, gdzie był zaangażowany w tworzenie środowisk antyfaszystowskich. Od roku 1938 do 1948 pracował jako wykładowca na Uniwersytecie Harvarda. W roku 1948, po 20 latach emigracji, wrócił do Włoch, gdzie objął katedrę historii na Uniwersytecie Florenckim. 
Do jego najważniejszych prac należą: The French Revolution: 1788–1792 (1907), The Fascist Dictatorship (1928), Under the Axe of Fascism (1936), Prelude to World War II (1953).  
Na Uniwersytecie Harvarda corocznie odbywa się cykl wykładów, których patronem jest Salvemini.